# The Rainbow Children
The Rainbow Children is een album van de Amerikaanse popartiest Prince dat werd uitgebracht in 2001.

## Algemeen
Het is het eerste album dat weer werd uitgebracht onder de naam "Prince", sinds hij deze naam weer officieel als artiestennaam aannam begin 2000.
In eerste instantie was het album alleen te verkrijgen via zijn officiële website, de NPG Music Club, maar later dat jaar werd het album ook wereldwijd uitgebracht als CD in de reguliere platenwinkels.
Muzikaal gezien kreeg The Rainbow Children, door onder andere experimenten met jazz en jazzfunk, positieve kritieken. Tekstueel en conceptueel kreeg het echter wel veel kritiek te verduren, in verband met het, volgens de critici, overdreven refereren aan de Bijbel en de leer van de Jehova's getuigen. Desondanks wordt het album goed ontvangen door de fans.

## Nummers
| 01. | Rainbow Children        | 10:03 |
| 02. | Muse 2 the Pharaoh      | 4:21  |
| 03. | Digital Garden          | 4:07  |
| 04. | The Work pt. 1          | 4:28  |
| 05. | Everywhere              | 2:54  |
| 06. | The Sensual Everafter   | 2:58  |
| 07. | Mellow                  | 4:24  |
| 08. | 1+1+1 Is 3              | 5:17  |
| 09. | Deconstruction          | 1:59  |
| 10. | Wedding Feast           | 0:54  |
| 11. | She Loves Me 4 Me       | 2:49  |
| 12. | Family Name             | 8:17  |
| 13. | The Everlasting Now     | 8:18  |
| 14. | Last December           | 7:57  |
| 15. | Last December (reprise) | 0:38  |

## Singles
Officieel is alleen The Work pt. 1 uitgebracht als single. Eerst alleen via de NPG Music Club als download en later ook als een moeilijk te verkrijgen cd-single.

## Ontstaan
Het album is opgenomen en geremixt in de Paisley Park Studios, Chanhassen, Minnesota, V.S. in 2001 en 2000.

## Muzikanten
The Rainbow Children is grotendeels een eenmansproject. Uitzonderingen zijn:
- John Blackwell; drums
- Najee; sopraan saxofoon en fluit
- Milenia, Kip Blackshire, Mr. Hayes en Femi Jiha; achtergrondvocalen
- Hornheads; blazersgroep